# Serracapriola
Serracapriola – miejscowość i gmina we Włoszech, w regionie Apulia, w prowincji Foggia.
Według danych na rok 2004 gminę zamieszkuje 4336 osób, 30,3 os./km².